# 観峯女
観峯 女（かんぽう の むすめ、生没年不詳）は、平安時代の女性。本名不明。

## 概要
威儀師・観峯の娘（あるいは縁者）として生まれる。右京進・藤原致行の妾となったが、彼は若くして亡くなってしまい、未亡人となる。
長和5年（1026年）5月25日に大学助・大江至孝が観峯女を強姦しようとして、女の家に押し入るが、この家の雑人たちに制止されて取っ組み合いとなり、逆に身柄を拘束されてしまう。そこで至孝は右近衛中将・藤原能信に加勢を求めると、これに応じて能信は雑人を派遣する。雑人が女の家に到着すると既に観峯らは遁走しており至孝を解放するが、この間に弟子の法師が舞い戻って、能信の雑人の一人を刺殺する。これを受けて能信の家人多数が女の家に殺到して略奪を行い、女は家から引きずり出されて能信の家に拉致されかけるが、結局途中で解放された。
その後、検非違使が女の家に派遣されて、殺人を犯した法師を追捕するが、女の家は塵一つ残さず略奪され尽くしていたという。また、女は検非違使に身柄を拘束されるものの、翌26日に観峯が摂政・藤原道長に対して訴え出たことにより解放され、観峯の家に戻された。
27日になって、道長は至孝および事件に関わった能信の下人3名に対する追捕を検非違使に命じる。28日に右衛門尉・林重親の報告により、至孝が内大臣・藤原公季の邸宅に匿われているらしいことがわかるが、検非違使別当は公季の子である藤原実成であったこともあり、捜索はうやむやにされてしまったらしく、その後至孝が追捕されたかどうかは明らかでない。
なお、同年7月17日に実成は検非違使別当を辞任し、替わりに道長の子である藤原頼宗が任ぜられている。